# BlackBerry KEY2
BlackBerry Key2 — смартфон, усовершенствованная версия модели 2017 с QWERTY-клавиатурой KEYone. Презентован в 2018 году.

## Технические характеристики
- Процессор: Qualcomm SDM660
- Snapdragon 660, Octa-core (4x2.2 GHz Kryo 260 & 4x1.8 GHz Kryo 260), графика Adreno 512
- Операционная система: Android 8.1 (Oreo)
- Память: 6 ГБ / 64/128 ГБ, комбинированный слот microSD до 256 ГБ
- Экран: 4.5 дюйма, IPS LCD, 1080 x 1620 точек, 3:2 соотношение, 434 ppi, Corning Gorilla Glass 3, яркость 450—550 нит (в авторежиме)
- Аккумулятор: Li-Ion 3500 мАч, Quick Charge 3.0
- Камера основная: 12 МП (f/1.8, 1/2.3", 1.28µm, dual-pixel PDAF) + 12 МП (f/2.6, 1.0µm, PDAF), фазовый автофокус, двойная двухтоновая LED-вспышка, запись видео 2160p@30fps, 1080p@30fps
- Камера фронтальная: 8 МП (f/2.0, 1.12µm), 1080p
- Sim-карта: 2 Nano-SIM
- Сеть и передача данных: GSM 900/1800/1900, 3G, 4G LTE, Wi-Fi 802.11 a/b/g/n/ac, dual-band, Wi-Fi Direct, hotspot
- Bluetooth 5.0, A2DP, LE, EDR, A-GPS
- GLONASS, BDS2, NFC, USB 3.0 Type-C 1.0
- Датчики: сканер отпечатка пальца (спереди), акселерометр, гироскоп, приближения, компас
- Прочее: разъём 3.5 мм, FM-радио
- Цвет: чёрный, серебряный
- Материалы: стекло, алюминий 7000 серии, пластиковая спинка
- Размеры: 151.4 x 71,8×8.5 мм, 168 грамм

## Защита
Особый акцент сделан на прочность дисплея — разбить экран практически невозможно благодаря стеклу Corning Gorilla Glass. Особенность в том, что смартфон всегда будет падать клавиатурой вниз, так как туда смещён вес для более удобного набора текста. А также у данной модели иное строение: нет ультратонких рамок, то есть экран защищён корпусом.

## Продажи
Как отметил Алекс Тёрбер, старший вице-президент и генеральный директор Mobility Solutions, BlackBerry: «BlackBerry оптимизировала и совершенствовала концепцию мобильной безопасности на протяжении десятилетий, и теперь мы рады представить этот современный смартфон BlackBerry, доступный для поклонников марки по всему миру».
В 2018 году модель Key2 стоила 49990 рублей.